# 12 (2003년 영화)
《12》는 미국에서 제작된 로렌스 브리지스 감독의 2003년 코미디 영화이다. 앨리슨 엘리엇 등이 주연으로 출연하였다.

## 출연

### 주연
- 앨리슨 엘리엇
- 토니 그리핀
- 앨런 루루

### 조연
- 마이크 업턴
- 릴리 바샤
- 마크 댈턴